# Cappuccino (café)
Pour les articles homonymes, voir Cappuccino, Capucin et Café (homonymie).
Le cappuccino est une préparation de café, à base de café expresso, mélangé avec du lait et coiffé d'une mousse de lait (préalablement chauffé à la vapeur jusqu'à le faire mousser) et servi dans une grande tasse à café, éventuellement avec un effet artistique de latte art.
Ne pas confondre avec ses nombreuses variantes : caffè macchiato, mocaccino, latte, café frappé, café viennois ou irish coffee.

## Étymologie
Le terme cappuccino, a été emprunté à l'allemand viennois Kapuziner. Le nom vient de la couleur brune des vêtements de bure des frères capucins,,.

## Histoire
Le café cappuccino dérive des cafés viennois de Vienne, du XVIe siècle, réalisés à base de crème fouettée.
Le mot « kapuziner » (capucin en allemand) apparaît pour la première fois à Vienne au XVIIIe siècle pour qualifier un café mélangé avec de la crème ou du lait fouetté.
Le kapuziner a ensuite été introduit en Italie du nord qui était sous domination autrichienne, et le nom a par la suite été également utilisé en italien pour indiquer la boisson. Cependant, l'existence en Italie centrale d'une boisson à base de café mélangée à du lait appelée cappuccino est déjà documentée au XIXe siècle.
Les cappuccinos moderne  remontent à l'invention contemporaine des machines à expresso avec émulsionneur de mousse de lait, et à la démocratisation de la réfrigération des années 1950 d'après-guerre, qui permet l'utilisation courante de lait frais dans les cafés et les restaurants

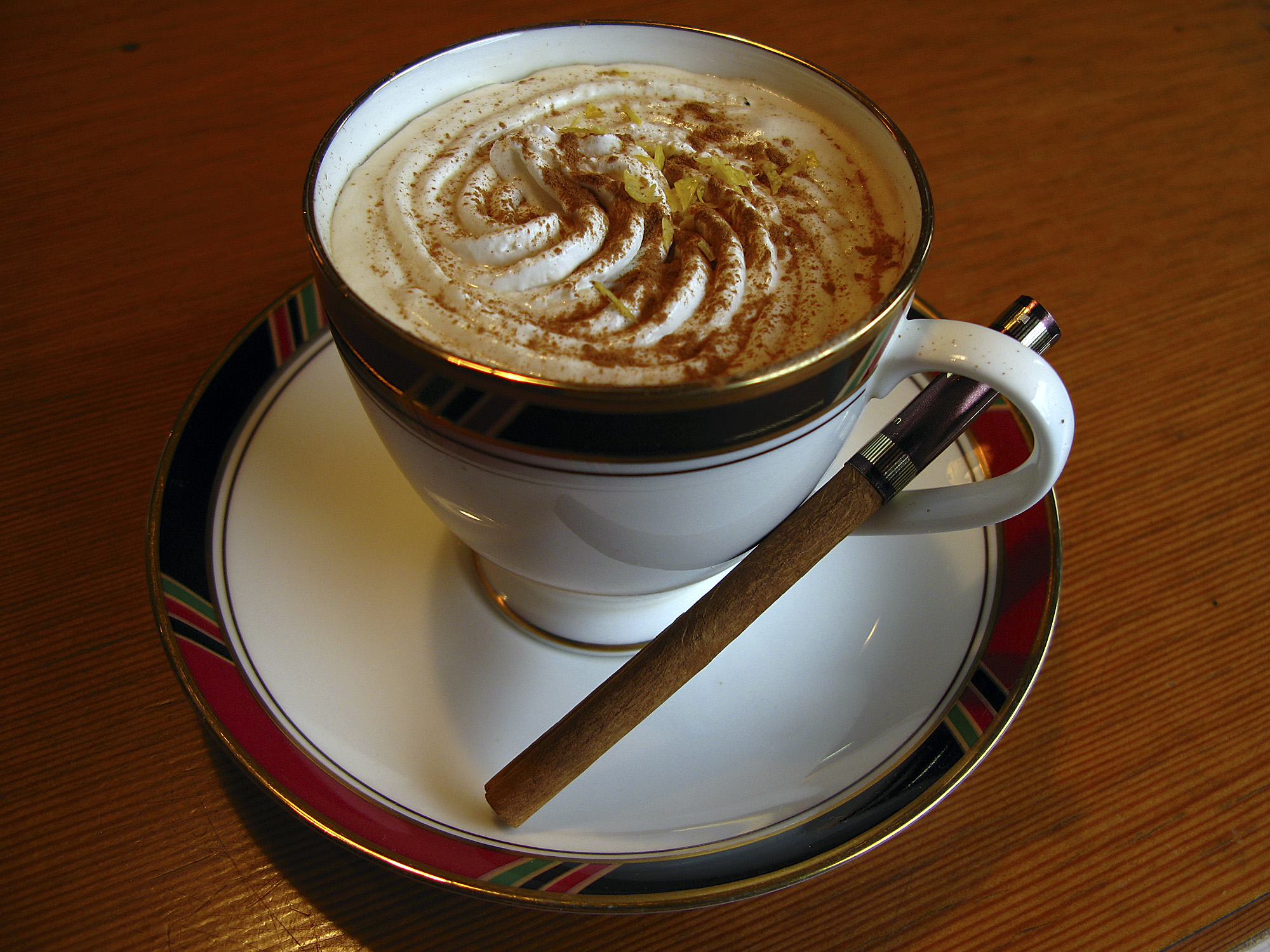
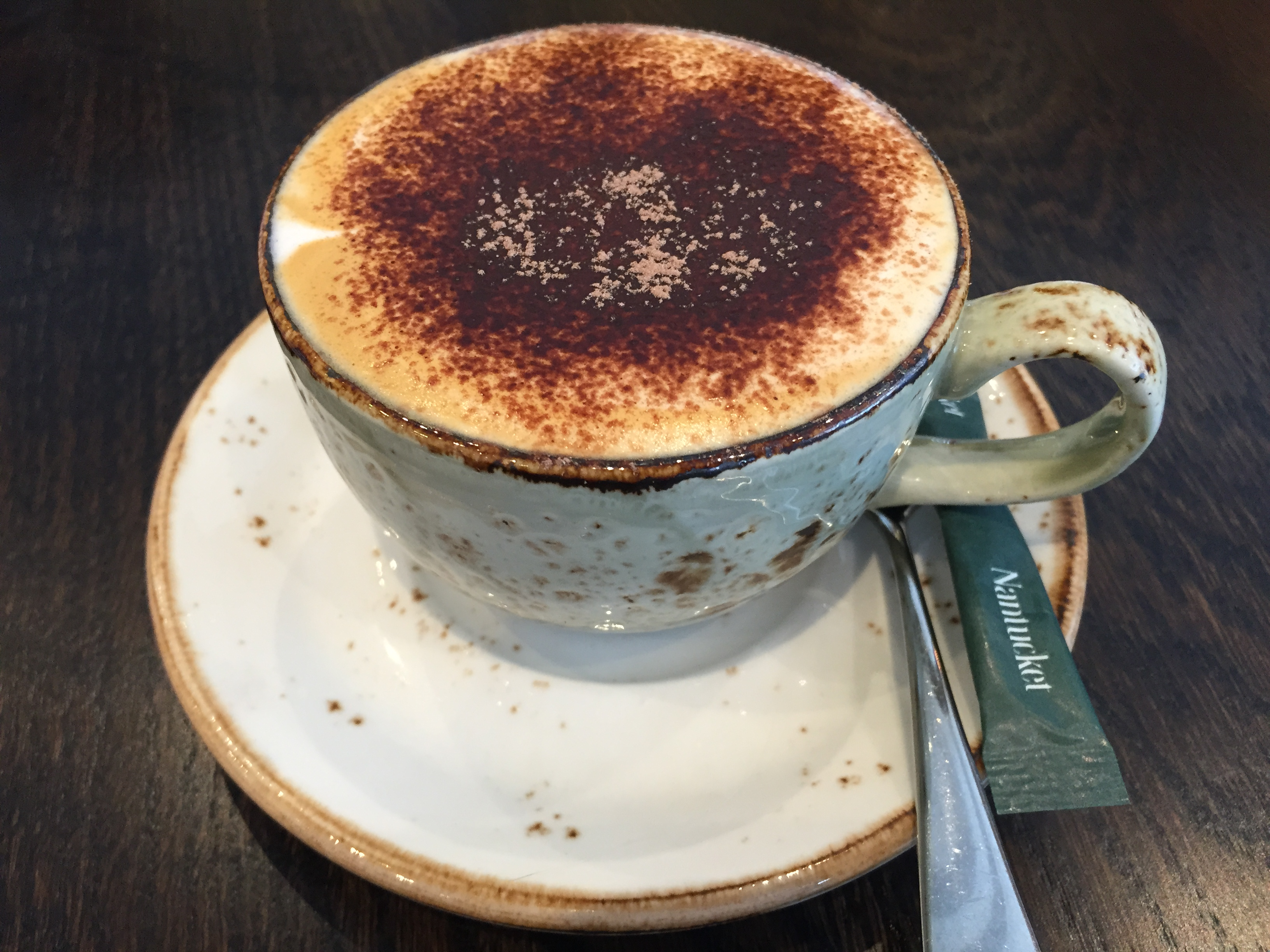
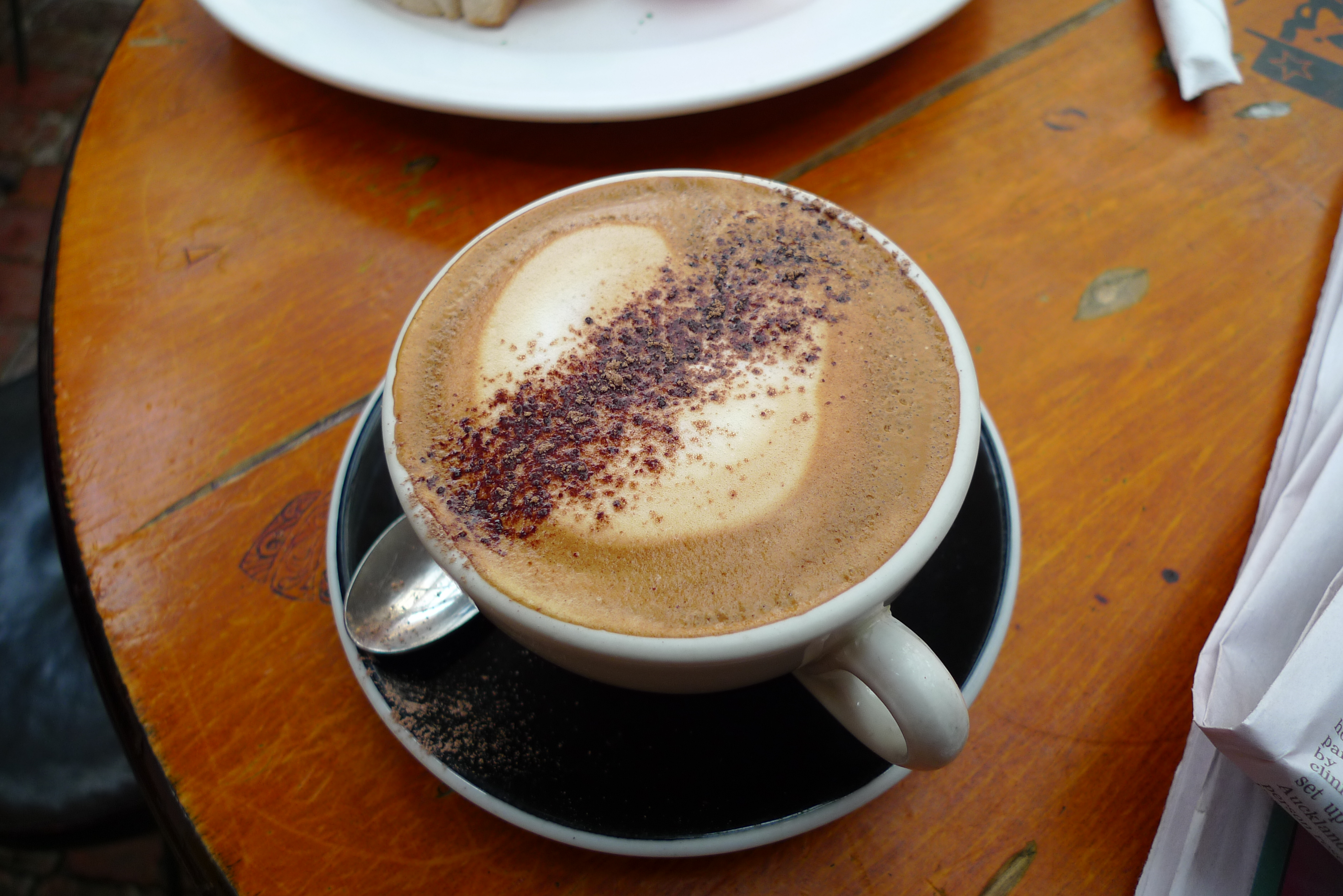
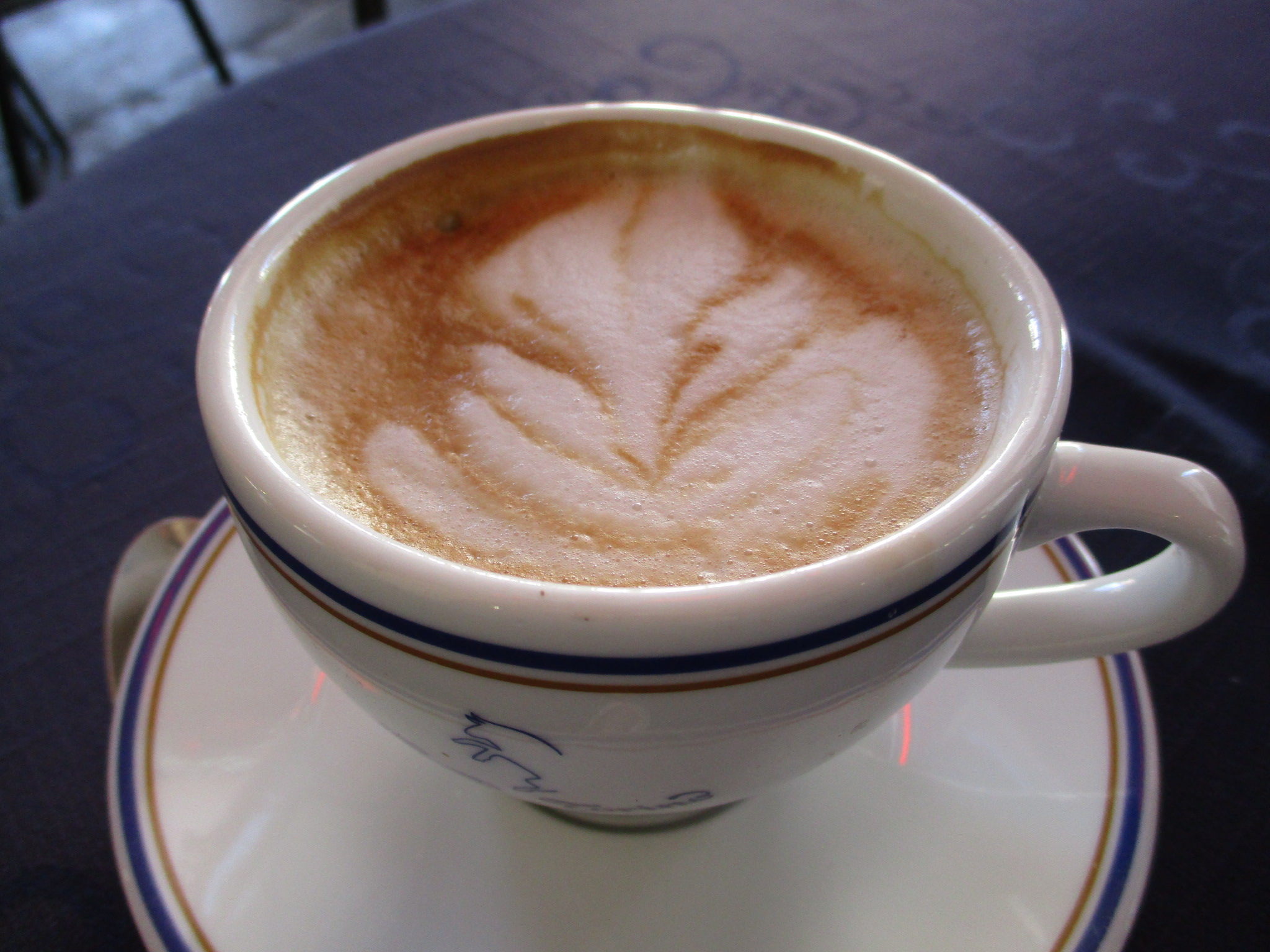

## Latte art
Le latte art désigne la création, dans certains cafés et restaurants, de motifs décoratifs artistiques sur un cappuccino par un artiste barista. Il existe même un championnat du monde de Barista annuel, World latte art Championship.

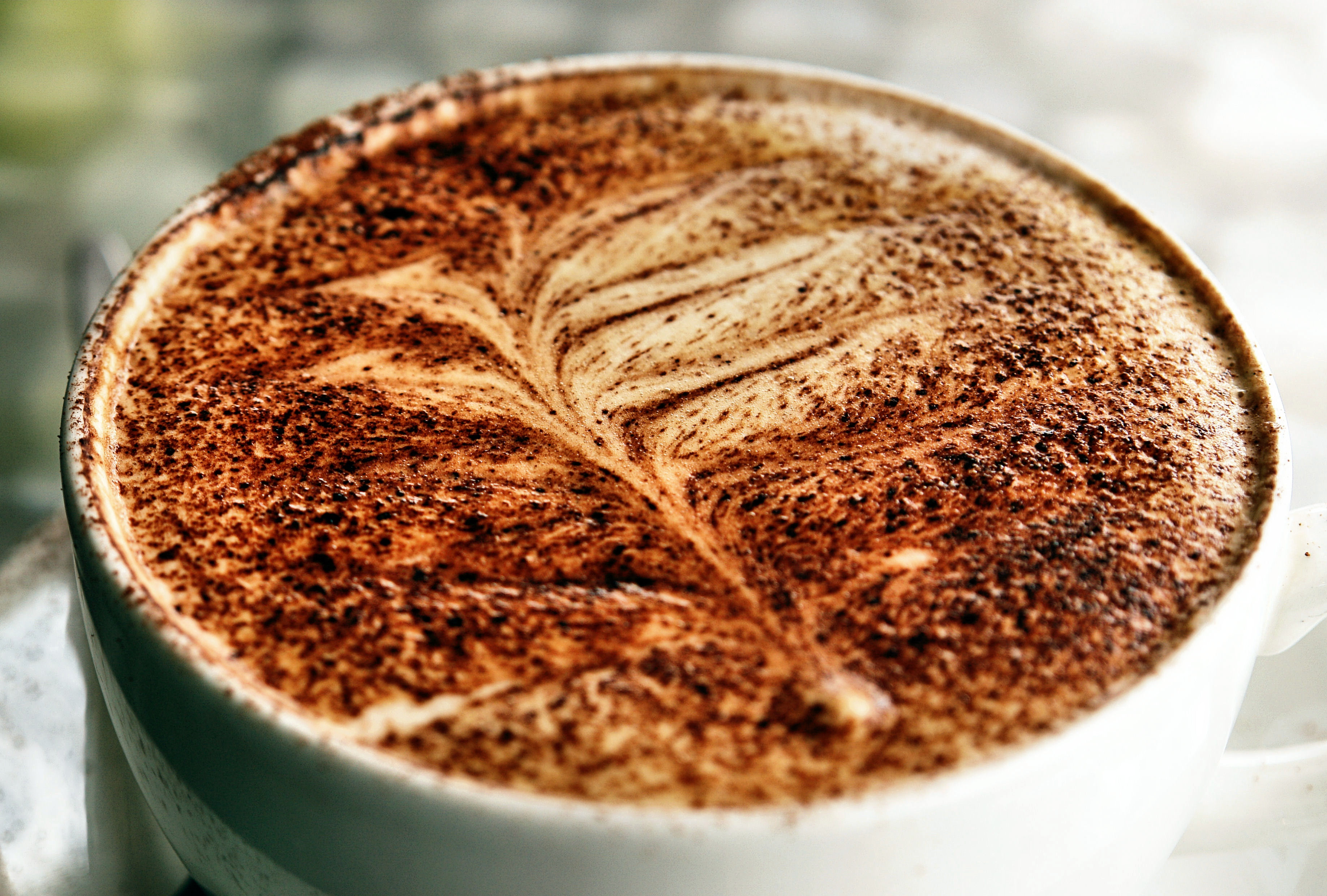
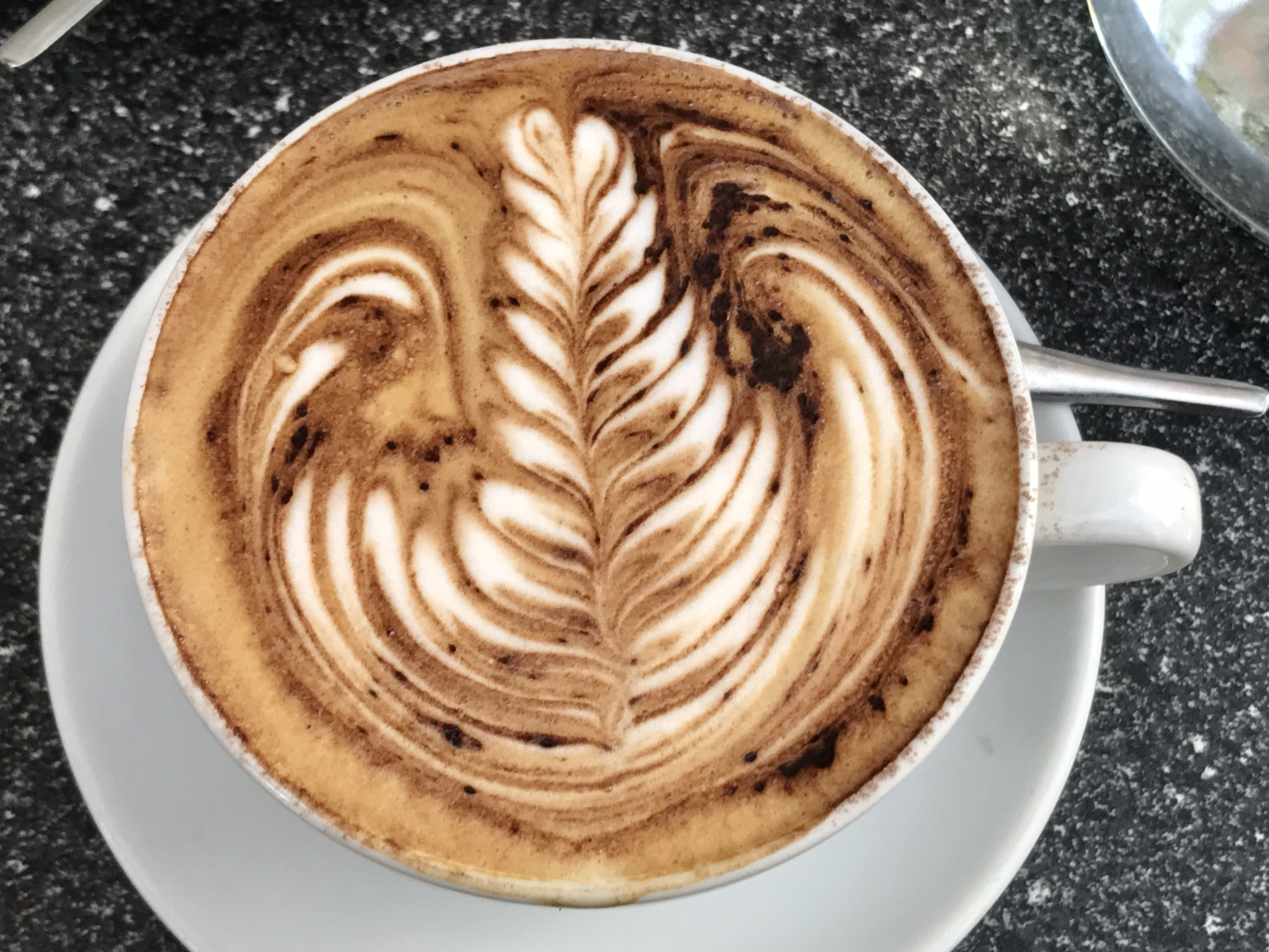
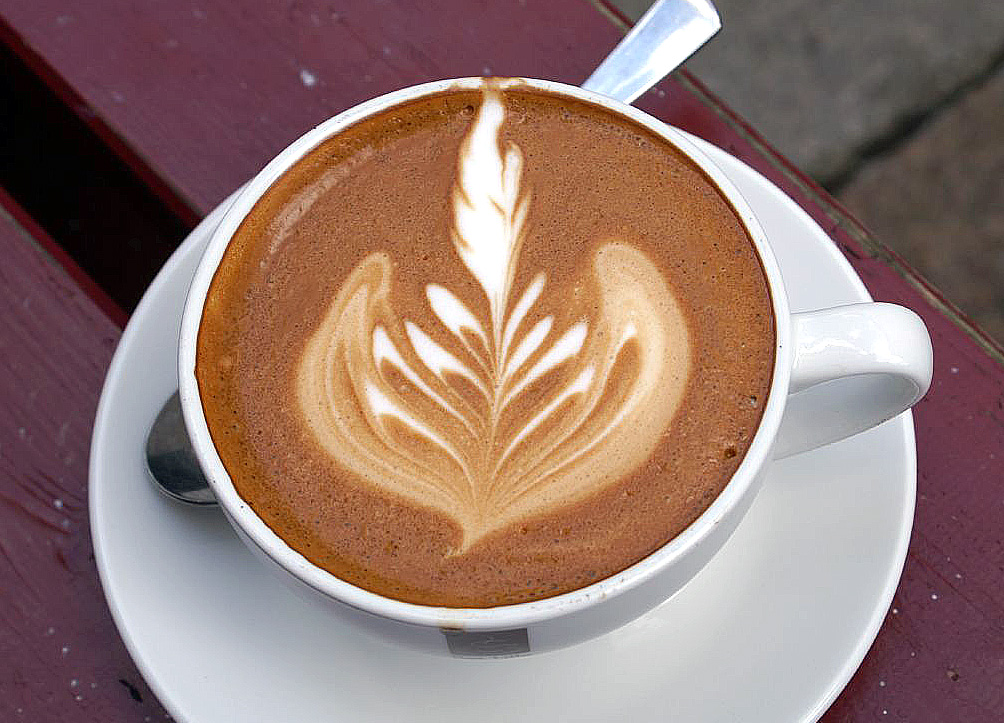
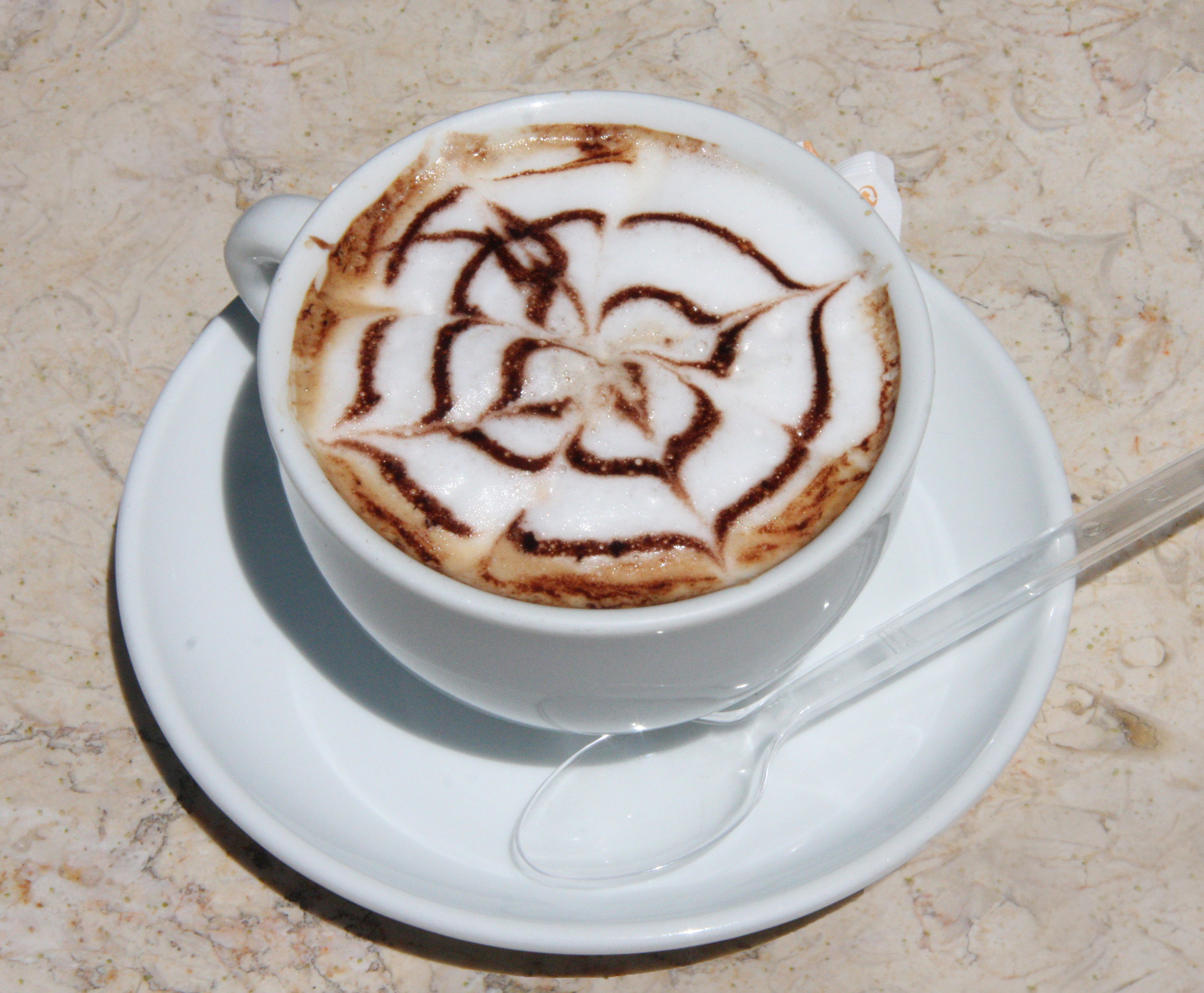
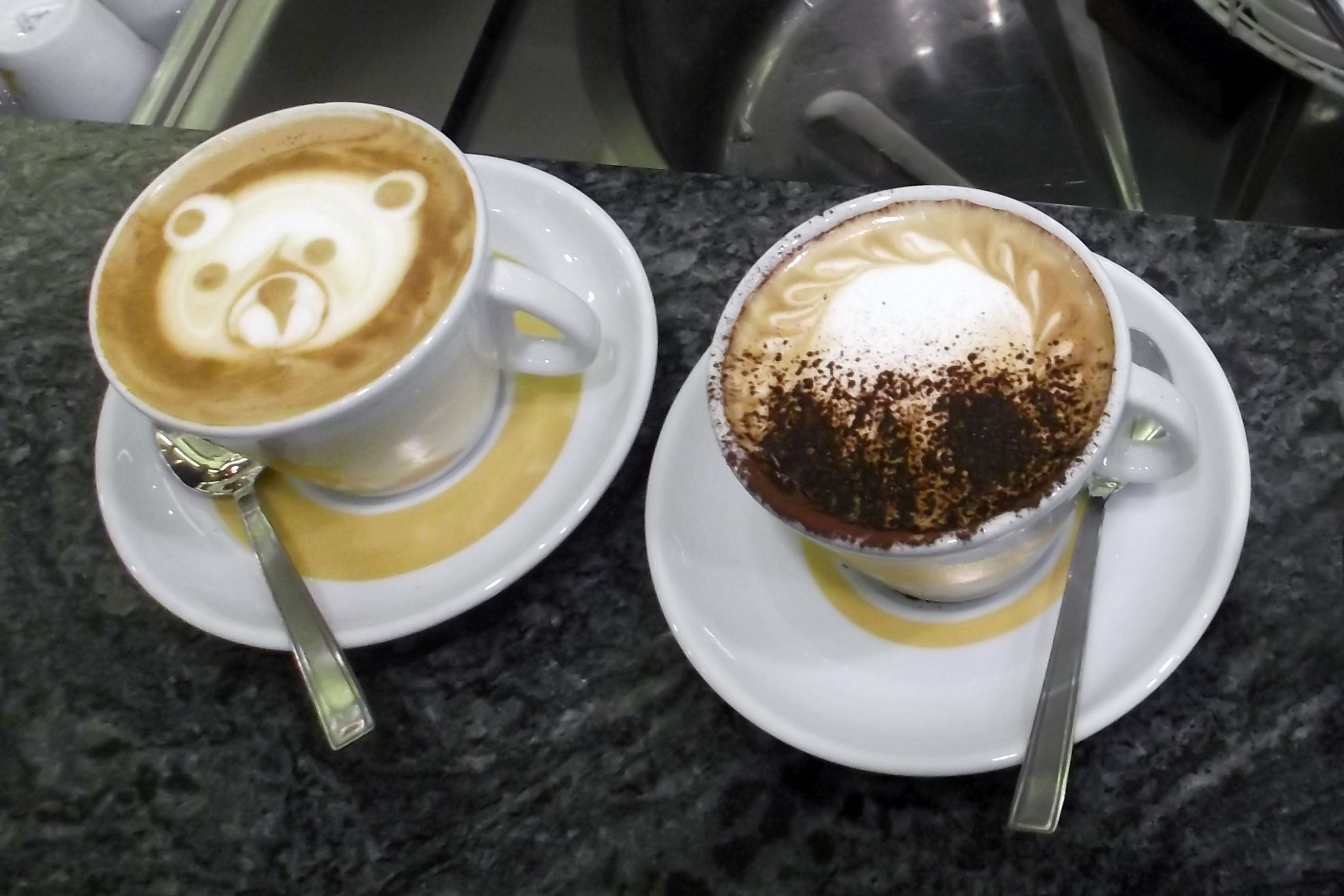

## Préparation
Un cappuccino est réalisé par un barista professionnel ou amateur, avec environ 25 à 30 ml de café expresso et environ 100 à 180 ml de lait froid à environ 5 °C, monté en mousse avec de la vapeur, de préférence avec du lait entier, plus crémeux, qui permet une meilleure émulsion avec l'expresso.

Barista et machine à expresso
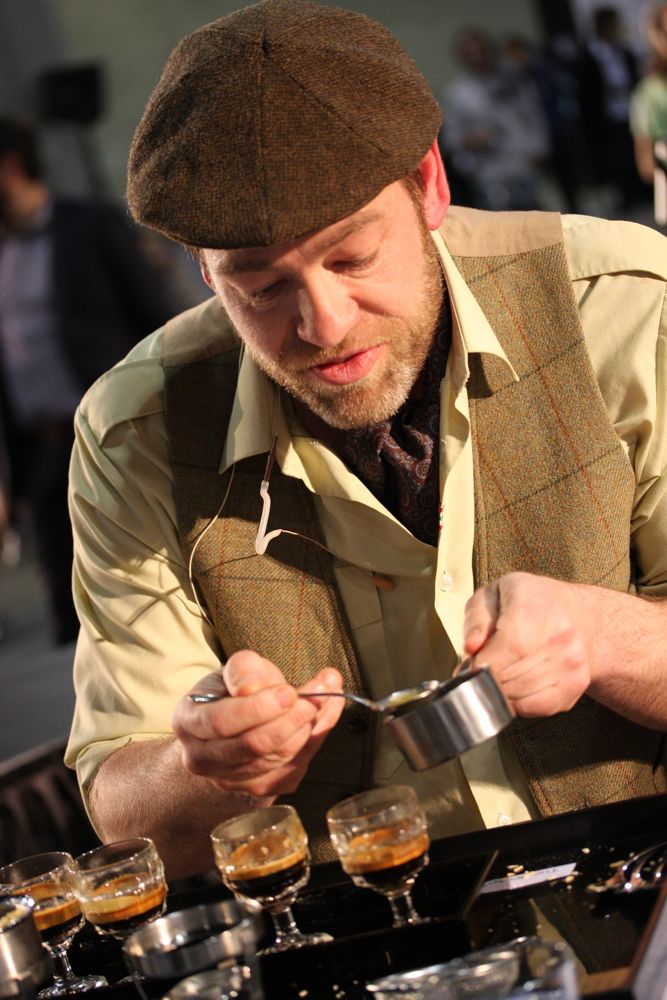
Gwilym Davies.
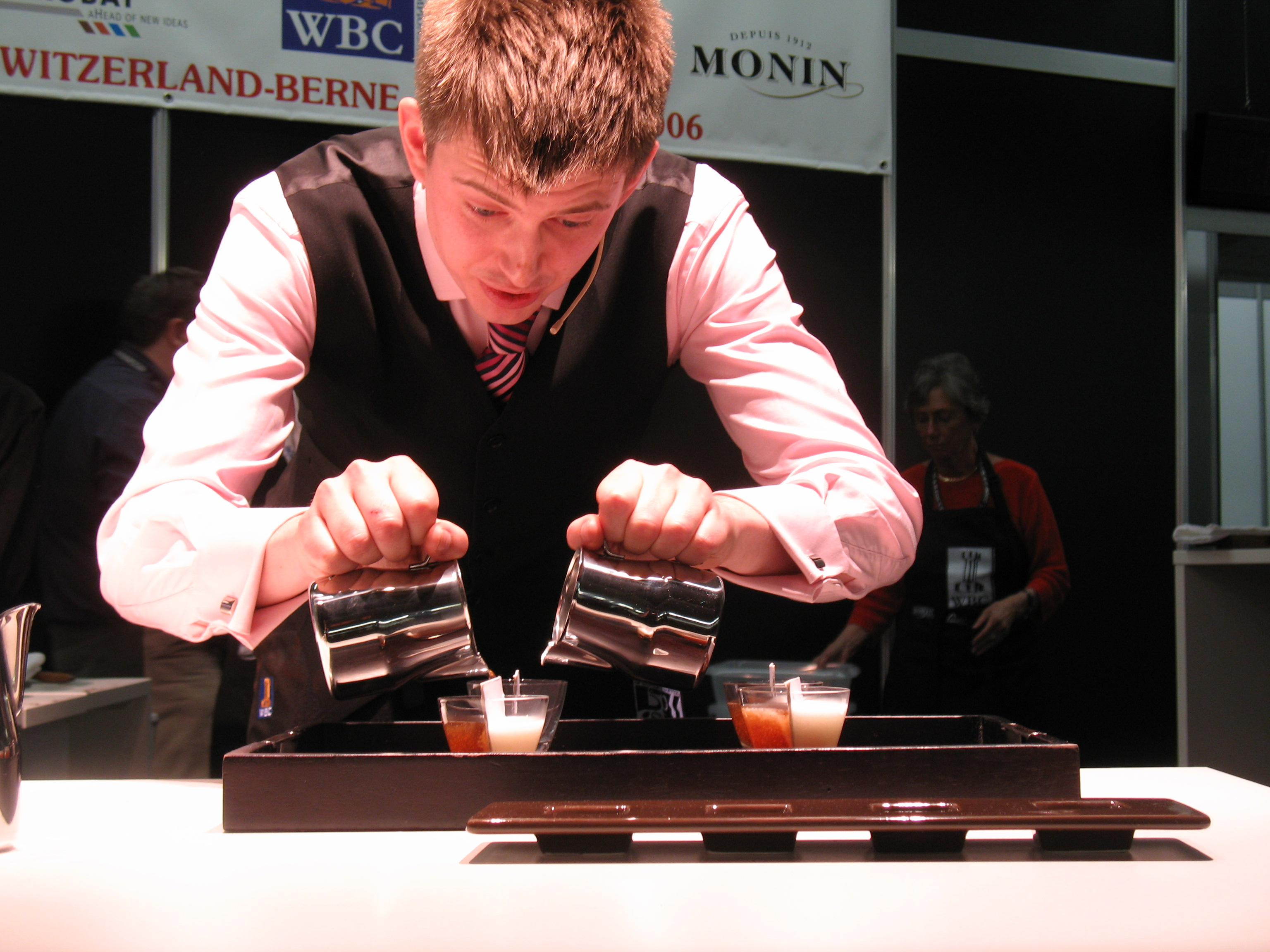
Championnat du monde de Barista.
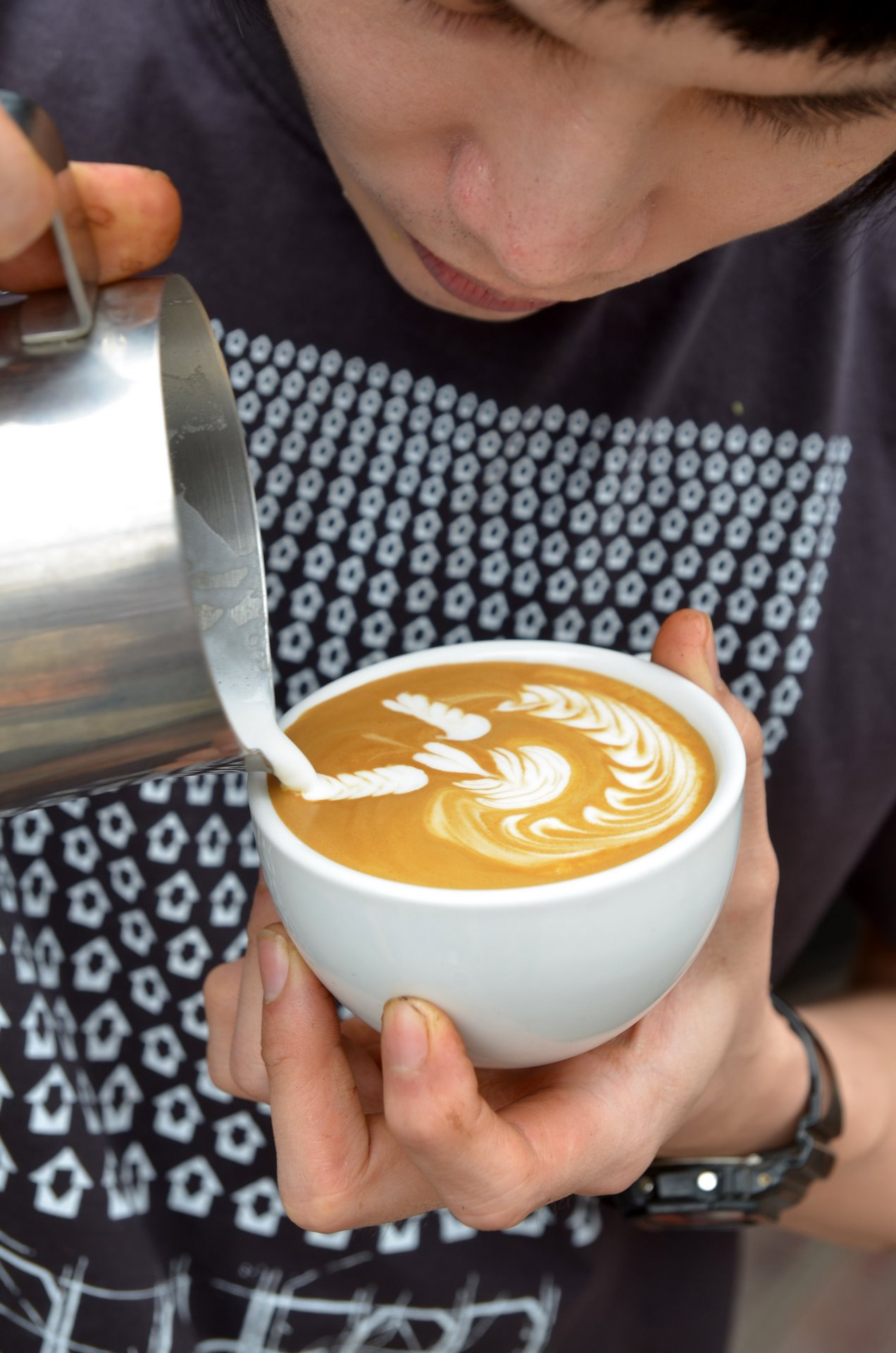
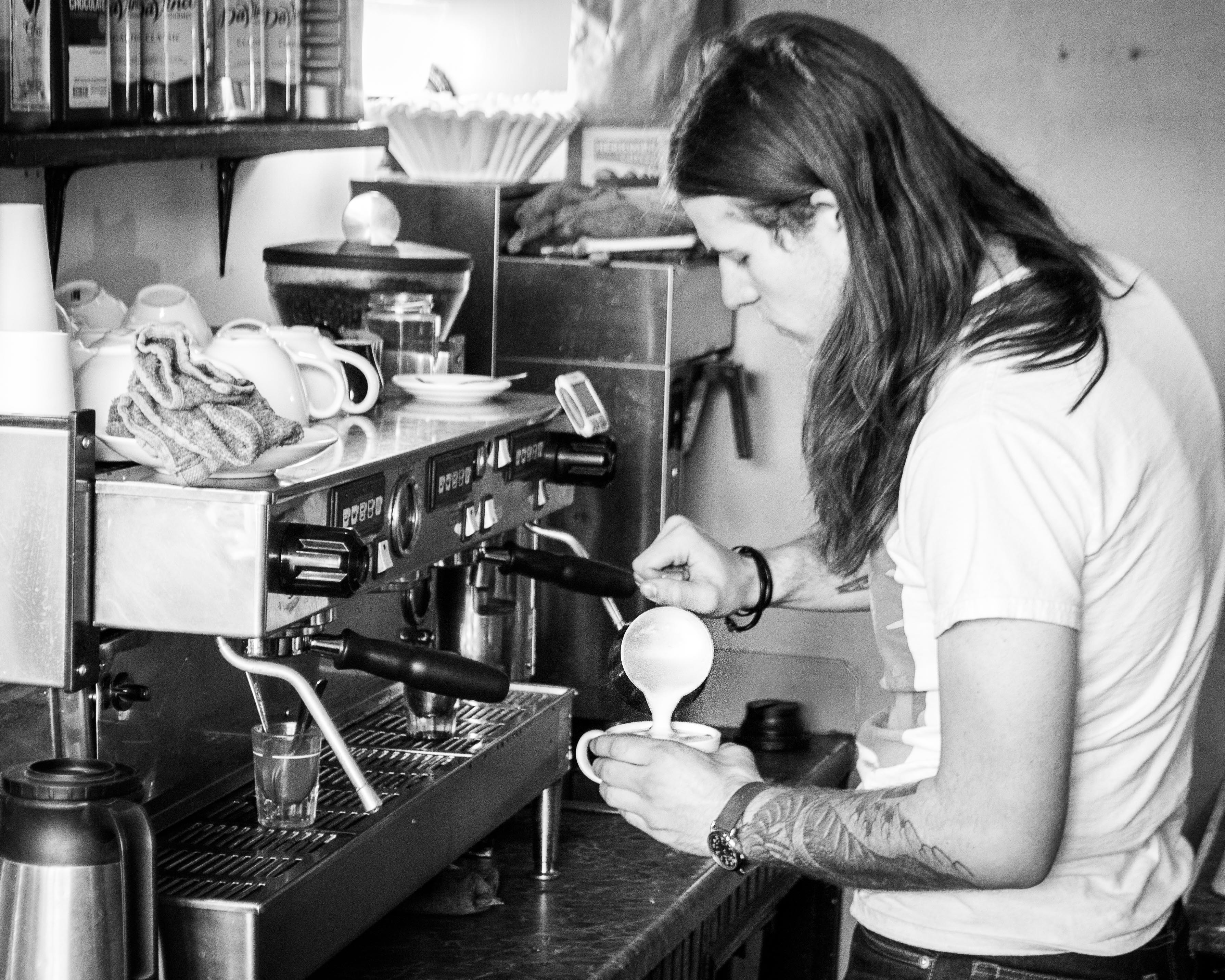
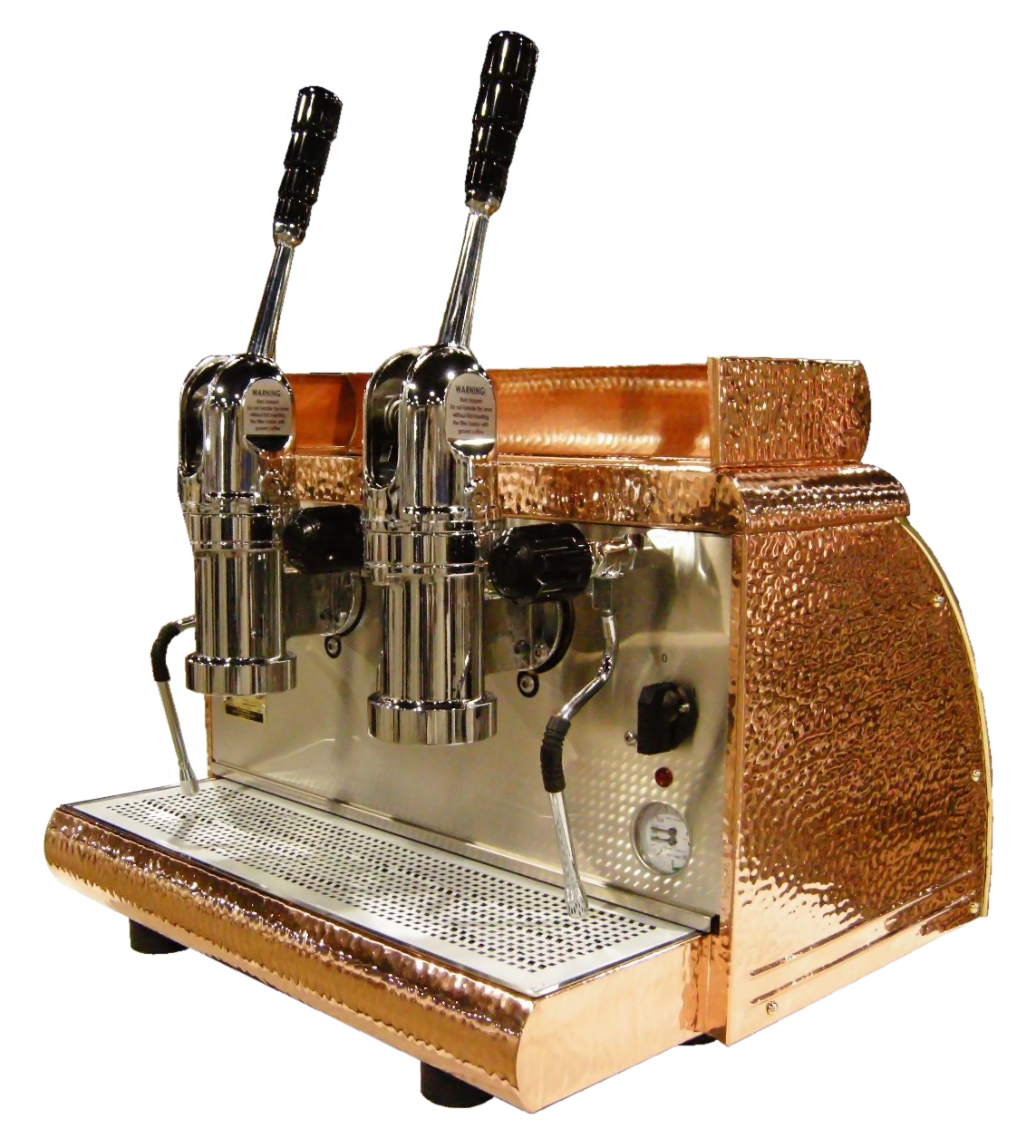
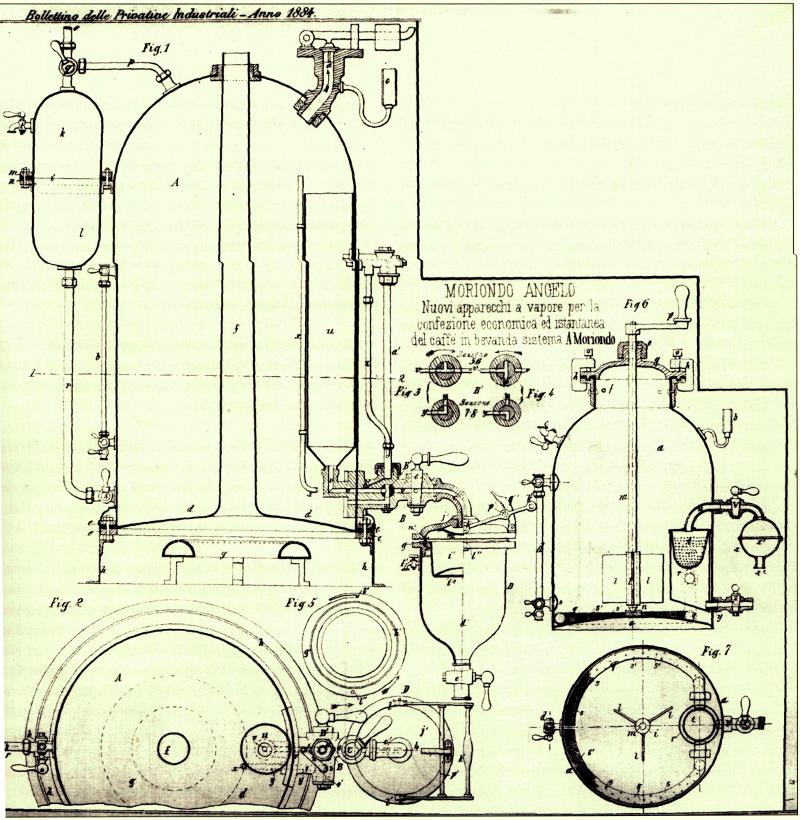
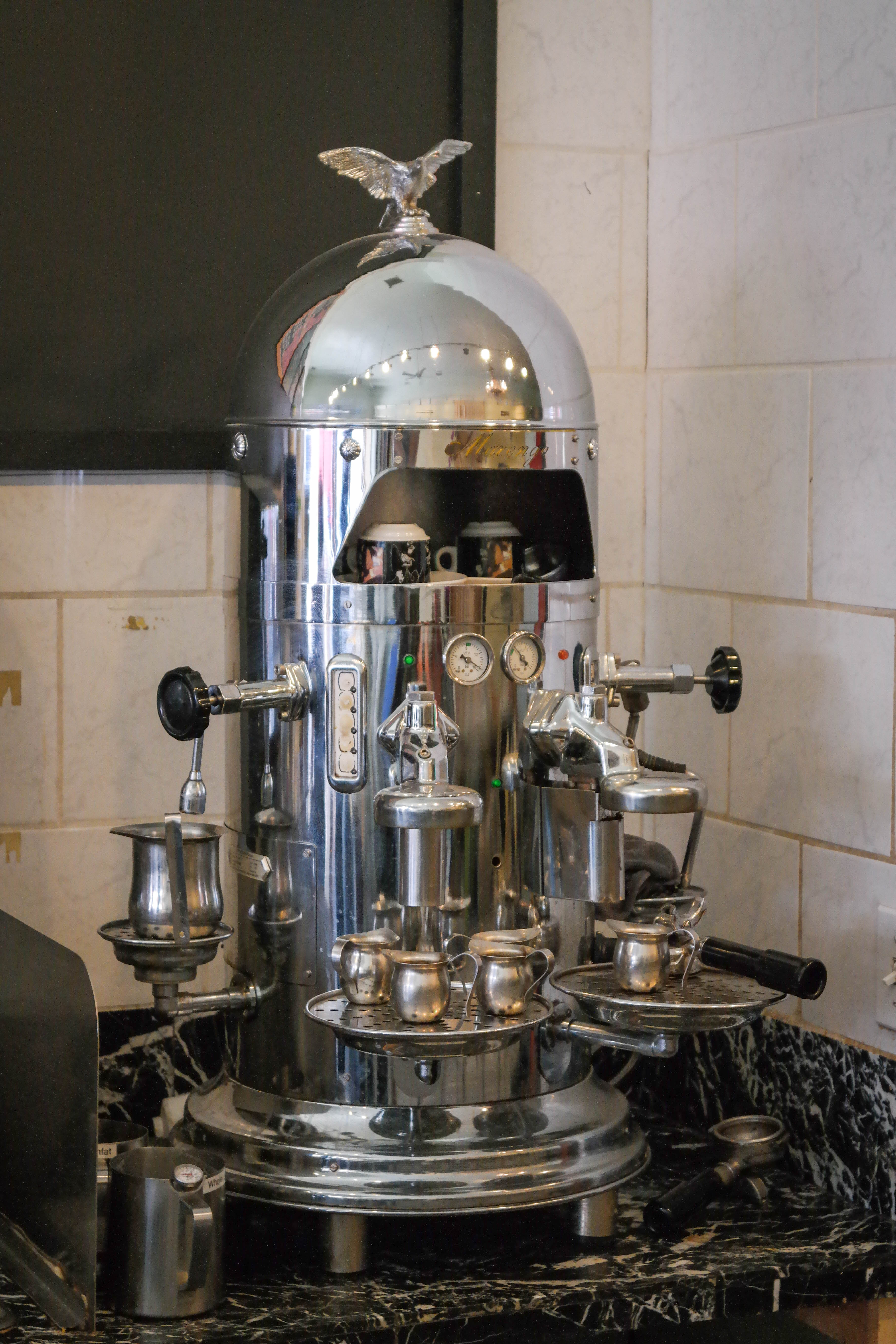

Pour préparer le lait et le faire mousser, on utilise un mousseur à lait, ou émulsionneur, de machine à expresso. La pointe de la busette du mousseur à lait est légèrement introduite dans le lait et la température est portée à environ 55 °C avec un léger mouvement vertical (une température plus élevée détruit les protéines et brûle le lait). La mousse de lait est ensuite versée sur l'expresso, dans une grande tasse à café traditionnellement en porcelaine blanche, d'une capacité d'environ 150 à 160 ml.

Quelques variantes
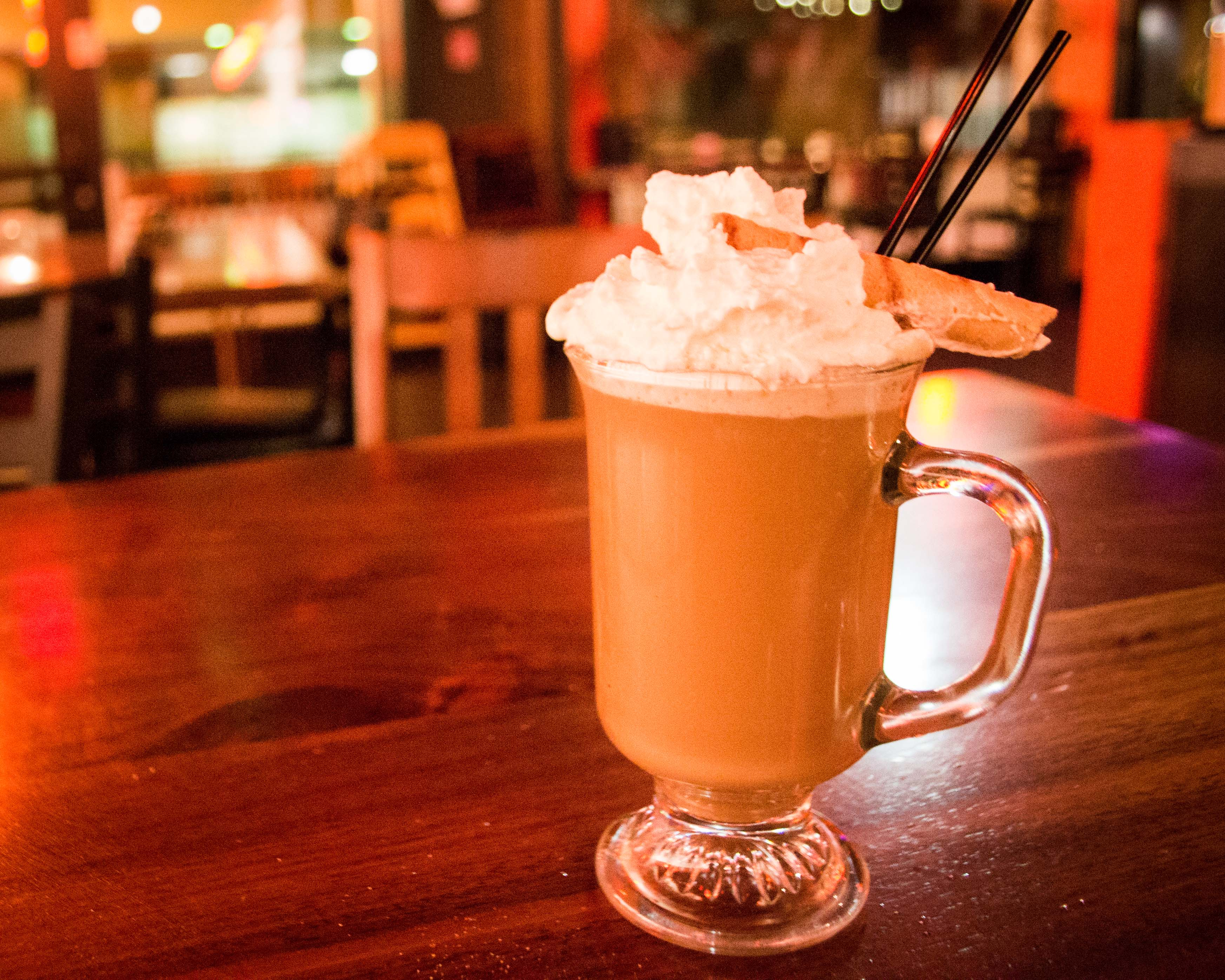
Irish coffee.
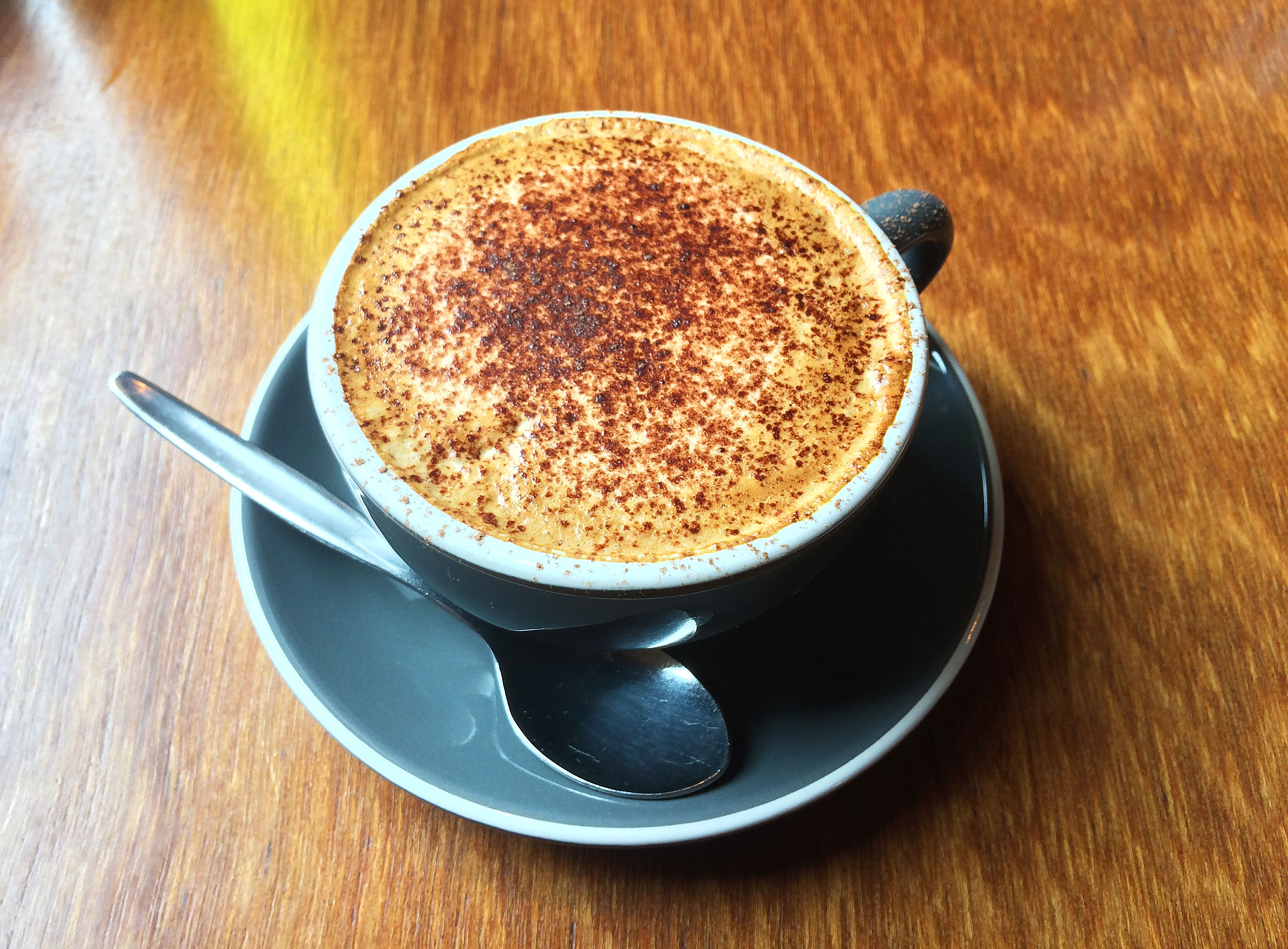
Caffè macchiato et Mocaccino.
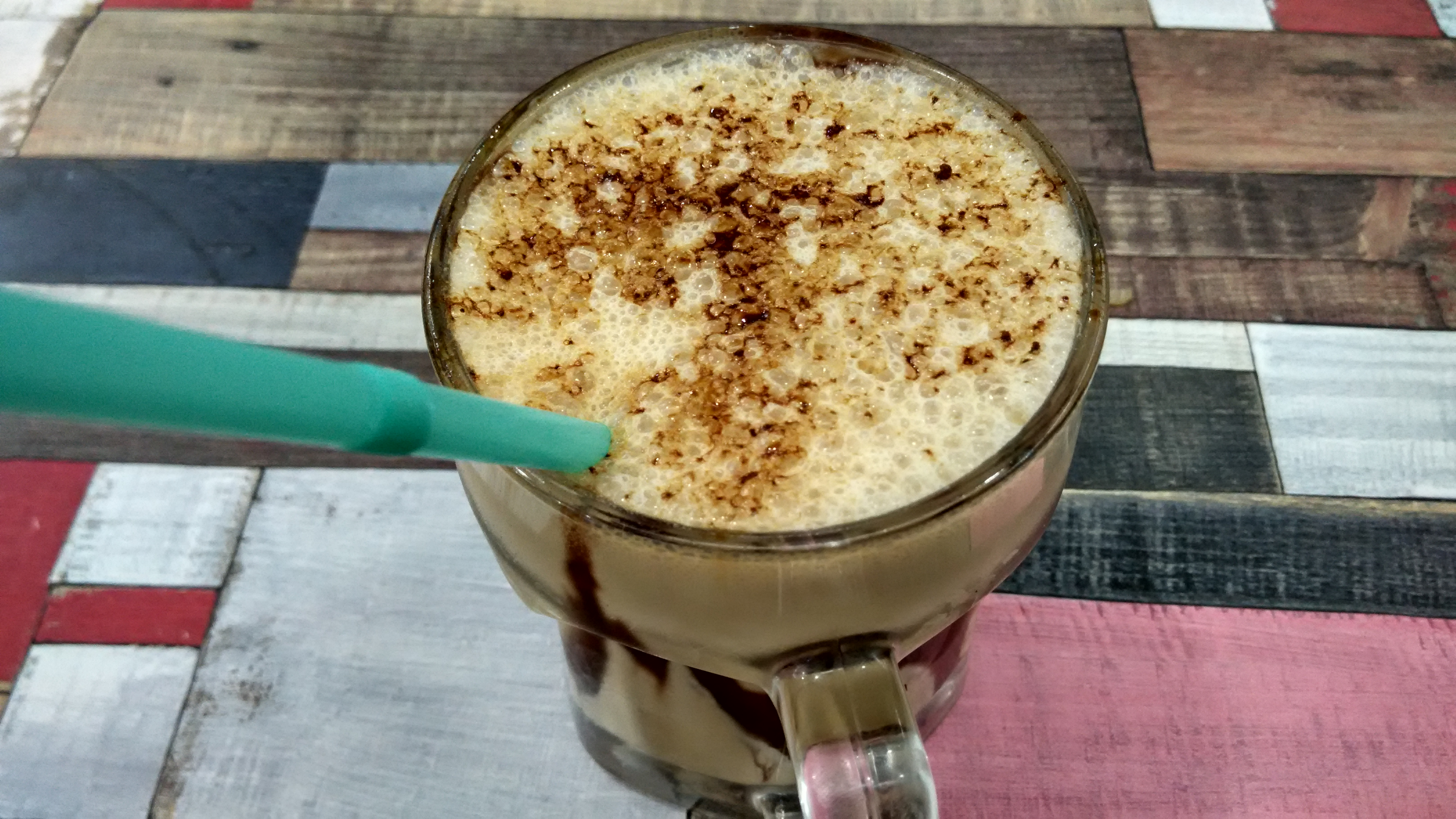
Café frappé.
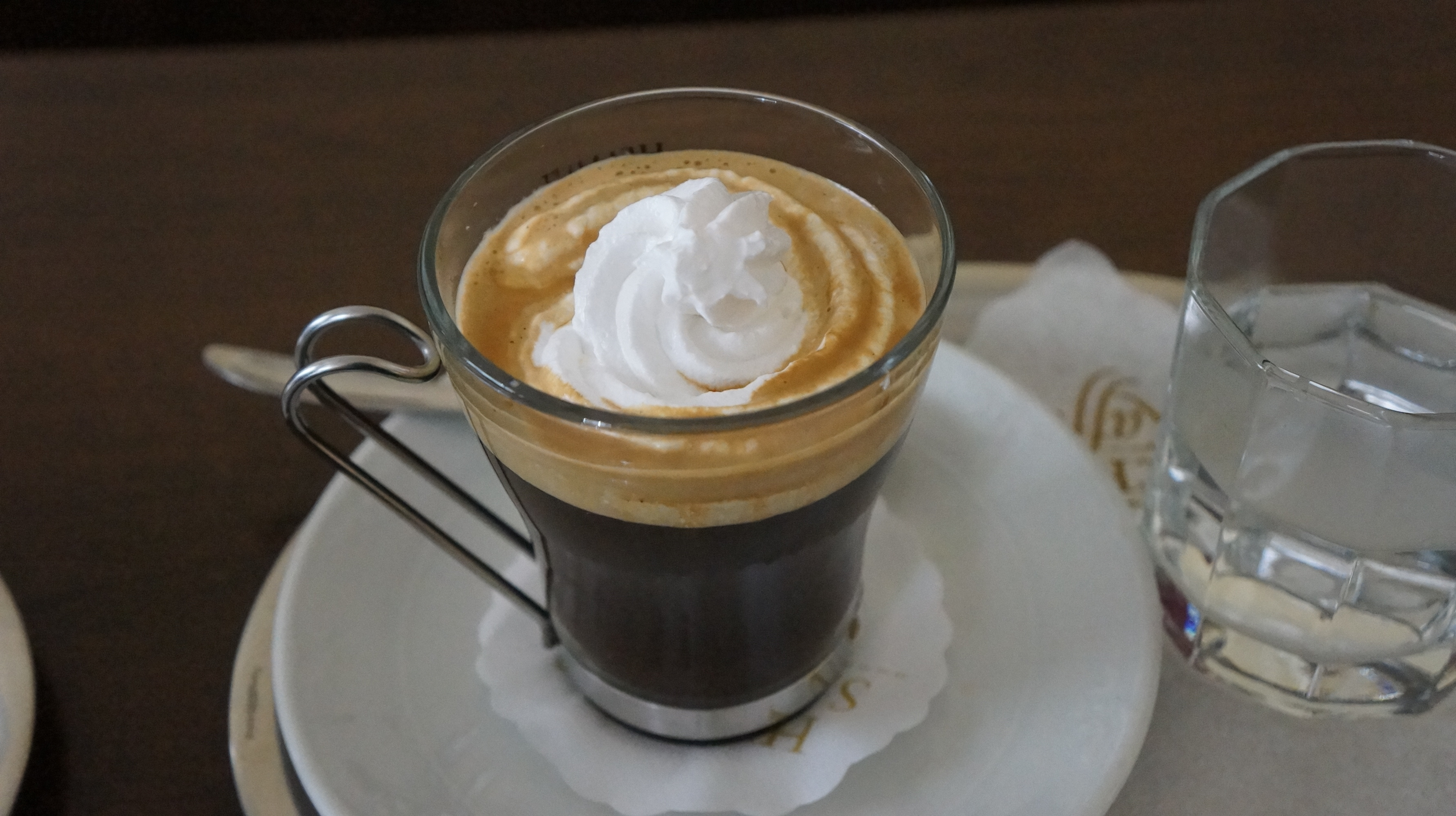
Café viennois.
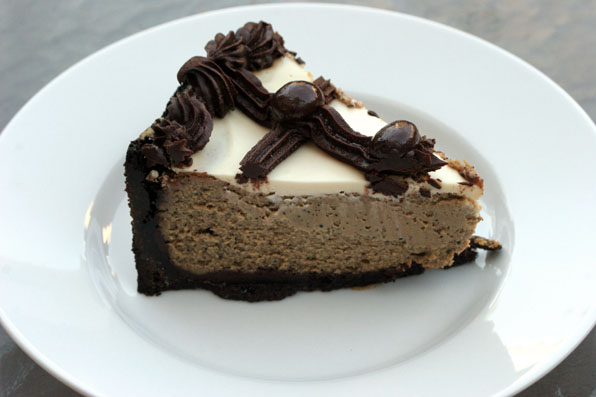
Gâteau au cappuccino.

L'industrie agroalimentaire commercialise avec succès par la grande distribution mondiale et les distributeurs automatiques de café, de nombreuses marques de café cappuccino soluble instantané. 
Le cappuccino italien bénéficie d'une norme de certification de qualité depuis 2007.